# Karnisch-Julische Kriegszeitung
Karnisch-Julische Kriegszeitung (slovensko Koroško-Julijski vojni časopis) je bil časopis namenjen vojakom na fronti. Izhajal je v letih 1916-1918. Namen časopisa je bil, vojake odvrniti od grozot vojne.